# 馬暁光
馬 暁光（ば ぎょうこう、1955年 - ）は、中華人民共和国の報道官。内モンゴル自治区ジェリム盟開魯県出身。元国務院台湾事務弁公室新聞局局長兼報道官。

## 経歴
1955年、内モンゴル自治区ジェリム盟開魯県で生まれる。1980年、北京大学中文系に入学した。1987年を卒業。1987年から中国人民大学で教鞭をとる。1992年、海峡両岸関係協会に入局。以後、海峡両岸関係協会研究部主任、国務院台湾事務弁公室総合局副局長（正庁級級）、中共中央台湾弁公室、国務院台湾事務弁公室総合局局長、海峡両岸関係協会副秘書長、海峡両岸関係協会秘書長を歴任した。2013年、国務院台湾事務弁公室新聞局局長に就任。2014年1月には同室報道官を兼務する。